# Меган Міккелсон
Меган Міккелсон (англ. Meaghan Mikkelson; 12 лютого 1987 року, Реджайна, Саскачеван, Канада) — канадська хокеїстка. Дворазова Олімпійська чемпіонка (2010, 2014), дворазова світу (2012), триразова віце-чемпіонка світу (2008, 2009, 2011).